# La Correspondencia Médica
La Correspondencia Médica fue una revista médica editada en Madrid desde 1864 hasta 1905.

## Historia
La revista fue fundada en 1864 por Juan Cuesta y Ckerner,—y dirigida en primera instancia por él mismo — esposo de Robustiana Armiño. Fue dirigida más adelante por nombres como Eduardo Lozano Caparrós, Fernando Calatraveño y Emilio Pérez Noguera.
Fávila Cuesta y Armiño habría sido director gerente de la publicación. En ella habrían colaborado autores como José Gastaldo Fontabella, Manuel Gil Maestre, Lucio López Arrojo, Luis Lorenzo y Corral, Francisco Ramírez Vas o Manuel Corral y Mairá, entre otros. Según Juan José Fernández Sanz se habría fusionado con El Siglo Médico en 1905.